# Синицын, Фёдор Иванович
Фёдор Иванович Сини́цын (1835—1907) — русский врач-уролог, доктор медицины, заслуженный профессор Московского университета. Является основоположником андрологии-урологии в России.

## Биография
Родился 25 мая (6 июня) 1835 года в селе Верескуново Вышневолоцкого уезда Тверской губернии в семье священника.

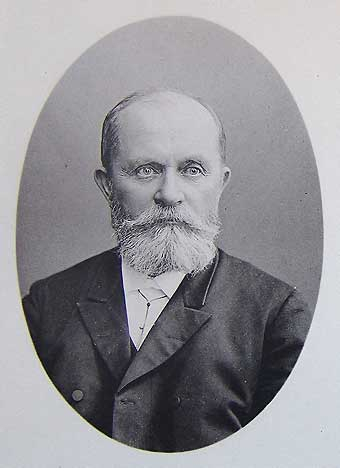
Фёдор Иванович Синицын

Первоначально обучался в духовном училище, затем — в Тверской семинарии (вып. 1855). В 1859 году поступил на медицинский факультет Московского университета, который окончил в 1864 году. Был призван на военную службу; служил 7 лет военным врачом при 37-м пехотном Нейшлотском, лейб-гвардии Курляндском и 4-м пехотном Капорском полках; провёл много операций, получив большой практический опыт.
Первоначально занимался офтальмологией. В декабре 1871 года защитил докторскую диссертацию «О влиянии шейного симпатического узла на питание глаза».
В 1871 году сдал докторский экзамен, написав диссертацию «О влиянии шейного симпатического нерва на питание глаза» (М.: тип. Грачева и К°, 1871. — 103 с.). С 1873 по 1875 годы он изучал изучал хирургию и мочеполовые болезни под руководством профессоров В. А. Басова и И. П. Матюшенкова. В 1875 году Министерством народного просвещения был командирован по ходатайству университета на два года в Европу. Работал в урологических клиниках Ф. Гюйона, Л. Диттеля, Г. Симона.
После возвращения в Россию, по ходатайству И. П. Матюшенкова был принят в Московский университет доцентом кафедры теоретической хирургии для преподавания о болезнях мочеполовых органов.
В 1884 году он был назначен экстраординарным профессором кафедры хирургической патологии и получил в заведование клинику мочеполовых болезней (с 1890 — андрологическая клиника), которая в 1892 году имела 40 коек. В клинике Синицын занимался главным образом заболеваниями мочевого пузыря, уретры и мошонки, был виртуозом в камнедроблении. Несмотря на желание и просьбы Синицына, самостоятельная кафедра андрологии в университете появилась только в 1923 году, когда отделение болезней мочеполовых органов возглавил его ученик П. Ф. Богданов.
В 1893—1907 годах Ф. И. Синицын был ординарным профессором кафедры хирургической патологии с десмургиею и с учением о вывихах и переломах медицинского факультета; с 1903 года — заслуженный профессор Московского университета.
Ф. И. Синицын принимал участие и в общественной жизни — многие годы избирался в Московскую городскую думу; долгое время состоял председателем Московского общества хирургов и хирургической секции Пироговского общества врачей.
Синицын — автор ряда научных работ по разным медицинским вопросам:
- О переливании крови у людей (1874)
- О новых успехах хирургии в Германии (1880)
- Epispadias et prolapsus vesicae urinariae. Лечение их (1883)
- Оценка промежночти и высокого камнесечения при камнях мочевого пузыря (1885)
- О врождённом уродстве стопы (1886)
- Патологические курьёзы из области мочевых и половых органов (1893)
- Камнедробление (1894)
- Семенные кисты (1900)
- О гемоглобинурии (1904)

По его лекциям было издано «Краткое руководство к изучению болезней мочевых и половых органов» (М.: изд. д-р А. А. Вагапов и студ.-мед. Н. М. Дикий, 1890. — 363 с.).
Умер скоропостижно 14 (27) октября 1907 года в университетской церкви во время литургии. Похоронен на Миусском кладбище; могила не сохранилась.